# The Luck of the Irish (1948)
The Luck of the Irish (Brasil: O Toque Mágico) é um filme norte-americano de 1948, do gênero comédia romântico-fantástica, dirigido por Henry Koster, com roteiro de Philip Dunne baseado no romance There Was a Little Man, de Guy Pearce Jones e Constance Bridges Jones.
.

## Sinopse

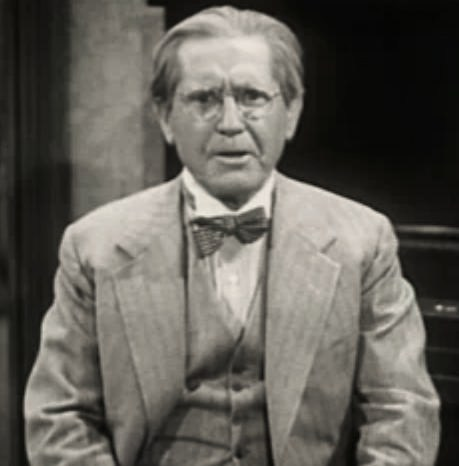
J. M. Kerrigan nasceu em Dublin, em 16 de dezembro de 1887. Repórter, abandonou a profissão em favor do teatro em 1907. Depois de muito trabalho nos palcos e também em alguns filmes, mudou-se para os Estados Unidos em 1917. Interpretou papéis memoráveis na Broadway e em Hollywood, muitos deles tipos irlandeses. Faleceu em 1964.

Stephen Fitzgerald, jornalista americano, passa as férias na Irlanda, quando, certo dia, encontra um duende chamado Horace, que o "adota". Ele segue Stephen de volta a Nova Iorque, ajuda-o a conquistar a jovem irlandesa Nora e torna-se sua consciência. Aos poucos, Stephen abandona seus sonhos de poder e sucesso e retorna à Irlanda com sua agora esposa Nora. Ele tem um novo emprego, como escritor de uma publicação liberal.

## Premiações
| Patrocinador                                  | Prêmio | Categoria                                | Situação |
| --------------------------------------------- | ------ | ---------------------------------------- | -------- |
| Academia de Artes e Ciências Cinematográficas | Oscar  | Melhor Ator Coadjuvante (Cecil Kellaway) | Indicado |

## Elenco
| Ator/Atriz     | Personagem             |
| -------------- | ---------------------- |
| Tyrone Power   | Stephen Fitzgerald     |
| Anne Baxter    | Nora                   |
| Cecil Kellaway | Horace, o duende       |
| Lee J. Cobb    | David C. Augur         |
| James Todd     | Bill Clark             |
| Jayne Meadows  | Frances Augur          |
| J. M. Kerrigan | Tatie, o estalajadeiro |
| Phil Brown     | Tom Higginbotham       |
| Charles Irwin  | Cornelius              |